# ユージーン・スカイラー

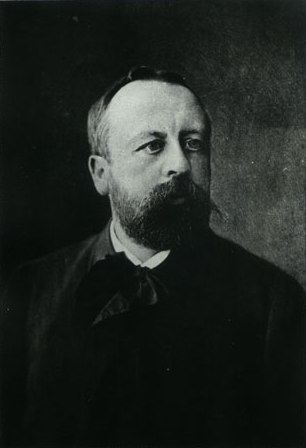
ユージーン・スカイラー

ユージーン・スカイラー（Eugene Schuyler, 1840年2月26日 - 1890年7月16日）は、アメリカ合衆国の外交官。

## 生涯
1840年2月26日、スカイラーはジョージ・ワシントン・スカイラー (George Washington Schuyler) と マチルダ・スクリブナー (Matilda Scribner) の息子として誕生した。スカイラーは1859年にイェール大学を卒業し、1861年に同大学院で哲学の博士号を取得した。1867年、スカイラーはコロンビア大学法科大学院で法学の博士号を取得し、国務省の外交部に入省した。
1880年6月11日、スカイラーは駐ルーマニア総領事として任命を受けた。信任状は1880年12月14日に内謁して奉呈され、公式な場での奉呈は行われなかった。1880年8月13日、ルーマニア外務省は公使の受け入れを条件付きで認めたため、スカイラーは1880年12月21日に代理公使兼総領事として新たに任命を受けた。代理公使としての信任状奉呈は1881年1月25日に行われた。1881年3月26日にカロル1世の国王就任が宣言されルーマニアが王制へ移行すると、スカイラーは信任状の奉呈を新たに依頼された。スカイラーは1881年5月16日、ルーマニア王国に対して信任状の奉呈を行った。
1882年7月7日、スカイラーはルーマニアにおいて代理公使兼総領事から弁理公使兼総領事に昇格し、新たに任命を受けた。スカイラーは弁理公使としての信任状を1882年9月8日に奉呈した。またスカイラーは駐ルーマニア弁理公使に昇格と同時に、駐セルビア弁理公使兼総領事および駐ギリシャ弁理公使兼総領事としての任命も受けた。スカイラーは居住地をルーマニアのブカレストからギリシャのアテネに移した。スカイラーは1882年11月10日にセルビアに対して信任状を奉呈し、1883年1月9日にギリシャに対して信任状を奉呈した。1884年9月19日、スカイラーはセルビアのベオグラード副総領事に異動した。スカイラーは1884年9月7日に駐ルーマニア弁理公使兼総領事を、1884年10月13日に駐ギリシャ弁理公使兼総領事を、それぞれ退任した。
1889年3月13日、スカイラーはベンジャミン・ハリソン大統領から国務次官補に指名された。この指名は直ちに上院へ送られたが、スカイラーはこの指名を辞退した。ハリソン大統領は上院での承認が行われる前の1889年3月19日に、スカイラーの国務次官補指名を撤回した。
1889年6月26日、スカイラーは駐エジプト総領事として任命を受けた。スカイラーは1889年11月23日に信任状を奉呈して着任し、1890年7月2日に退任した。
1890年7月16日、スカイラーはイタリアのヴェネツィアにおいて、マラリアで死去した。スカイラーの遺体はヴェネツィアのサン・ミケーレ島にあるプロテスタント墓地に埋葬された。